# Називай мене злодієм
«Називай мене злодієм» (афр. Noem My Skollie) — південно-африканський драматичний фільм, знятий Дерайном Джошуа. Прем'єра стрічки в ПАР відбулась 2 вересня 2016 року. Фільм розповідає про злодія Абрагама, який, вийшовши з в'язниці, знову опиняється залученим до злочину.
Фільм був висунутий Південно-Африканською Республікою на премію «Оскар» за найкращий фільм іноземною мовою.

## У ролях
| Актор         | Роль    |
| ------------- | ------- |
| Сенді Шульц   | Кетті   |
| Ден Жак Мутон | Абрагам |